# Bergstern
Bergstern är ett schweiziskt klockföretag grundat 2016. Företaget är baserat i Sarnen i kommunen Obwalden i centrala Schweiz. De tillverkar armbandsur i budget-klass i titan eller rostfritt stål för både män och kvinnor. Bergstern tillverkar klassiska dressklockor, dykarur och kronografer.
Bergstern har bland annat sponsrat världscupen i backhoppning och andra vintersporter samt marathon, cykling och simningsevenamng på elitnivå.
Bergstern tillverkar sina ur med urverk från den klassiska Schweiziska tillverkaren ETA.